# Парвати (река)
Парвати — река в долине Парвати в штате Химачал-Прадеш, северная Индия, которая впадает в реку Биас в Бхунтаре, в 10 км на юг от Куллу. Берёт свой исток с ледника Ман-Талай перед перевалом Пин-Парвати, протекая через священный для индусов и сикхов город Маникаран.
Через долину реки проходят маршруты в различные районы: в Лахул — через перевал Сара Умга Ла; в Спити — через знаменитый перевал Пин Парвати и недавно открытый (1995 г.) перевал Дебса. В верховьях реки произрастают первозданные леса, исчезающие в связи с развитием гидро-энергетического потенциала района. Имеются геотермальные источники в поселениях Маникаран и Кхирганга.